# Gare de Kirsi
 (août 2023).
Si vous disposez d'ouvrages ou d'articles de référence ou si vous connaissez des sites web de qualité traitant du thème abordé ici, merci de compléter l'article en donnant les références utiles à sa vérifiabilité et en les liant à la section « Notes et références ».
La gare de Kirsi (en estonien : Kirsi raudteepeatus) est une halte ferroviaire de la ligne de Tartu à Koidula (et). Elle est située à proximité de la gare d'Aardla derrière le cimetière de Saint-Paul à Tartu dans le comté de Tartu en Estonie.

## Situation ferroviaire
La gare de Kirsi est est située au point kilométrique (pk) 2,0 de la ligne de Tartu à Koidula (et), entre la gare de Tartu et la gare d'Ülenurme.

## Service des voyageurs

### Intermodalité
L’arrêt de bus de la gare est Suur kaar le long de Raudtee tänav.